# Don McKellar

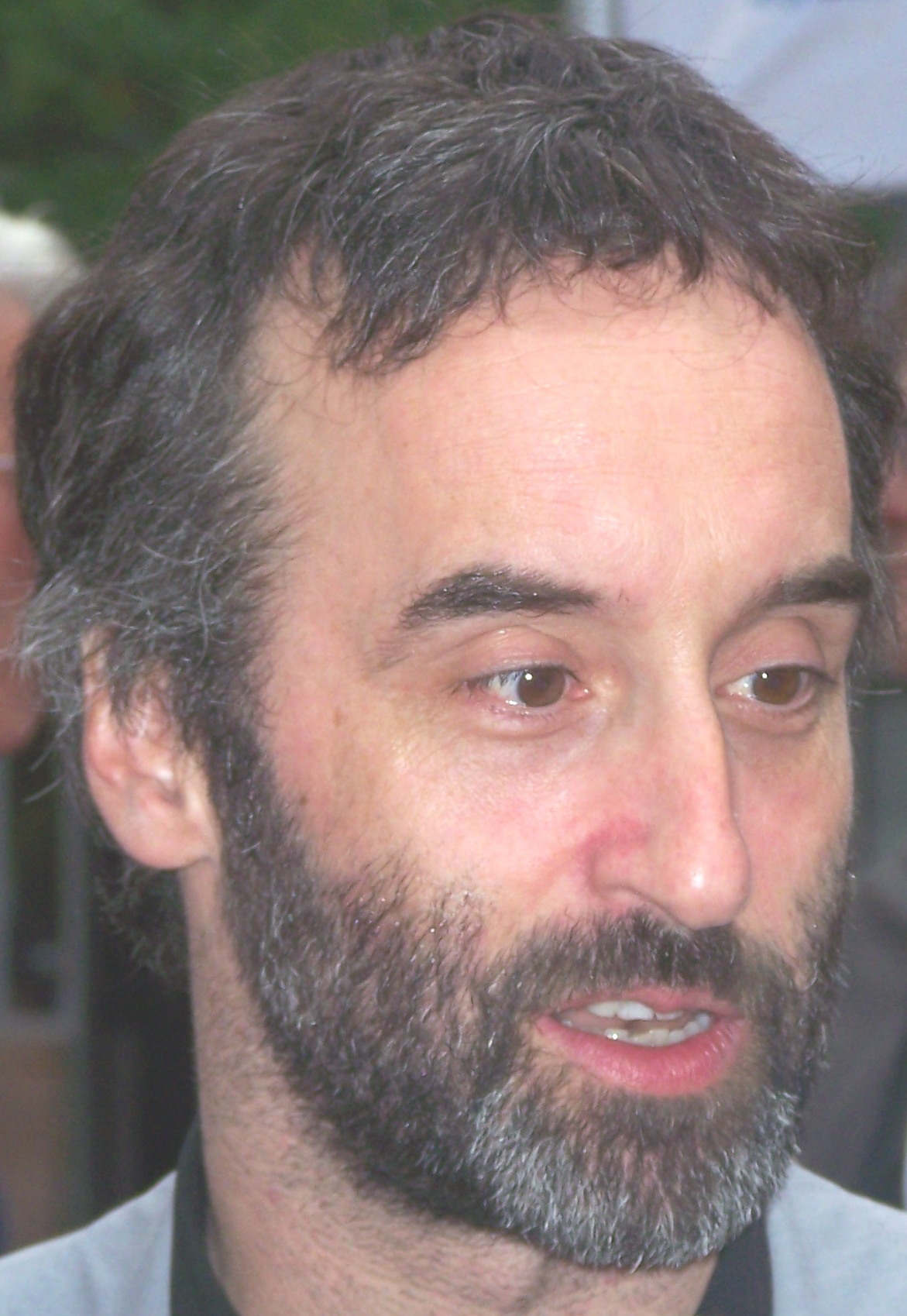
Don McKellar (2008)

Don McKellar (Toronto, 17 augustus 1963) is een Canadees acteur, scenarioschrijver en regisseur. Hij won meer dan vijftien prijzen, waaronder een Genie in 1994 voor zijn bijrol in Exotica, een Genie in 1998 voor het scenario van Le violon rouge en de jeugdprijs op het Filmfestival van Cannes 1998 voor Last Night, dat hij zowel schreef als regisseerde. Samen met Bob Martin bracht hij bovendien het boek The Drowsy Chaperone uit, waarvoor ze in 2006 een Tony Award kregen in de categorie 'Best Book of a Musical'.
McKellar maakte in 1989 zijn film- en acteerdebuut als aspirerend seriemoordenaar Russell in Roadkill, dat hij tevens zelf schreef. Negen jaar later maakte hij met het eveneens zelfgeschreven Last Night zijn eerste avondvullende productie als regisseur. Beide titels behoren tevens tot de meer dan 25 avondvullende films waarin McKellar sinds zijn acteerdebuut een rol speelde.
McKellar is getrouwd met actrice Tracy Wright.

## Filmografie

### Acteur
*Exclusief televisiefilms
| - Crimes of the Future (2022) - Cooking with Stella (2009) - Leslie, My Name Is Evil (2009) - Blindness (2008) - Monkey Warfare (2006) - Where the Truth Lies (2005) - Childstar (2004) - Clean (2004) - Public Domain (2003) - The Event (2003) - Rub & Tug (2002) - The Art of Woo (2001) - Waydowntown (2000) - eXistenZ (1999) - The Passion of Ayn Rand (1999) | - The Herd (1998) - Le violon rouge (1998) - Last Night (1998) - Bach Cello Suite #4: Sarabande (1997) - Never Met Picasso (1996) - Joe's So Mean to Josephine (1996) - When Night Is Falling (1995) - Camilla (1994) - Exotica (1994) - Thirty Two Short Films About Glenn Gould (1993) - Giant Steps (1992) - The Adjuster (1991) - Highway 61 (1991) - Roadkill (1989) |

### Schrijver
- Blindness (2008)
- Childstar (2004)
- Le violon rouge (1998)
- Last Night (1998)
- Dance Me Outside (1994)
- Thirty Two Short Films About Glenn Gould (1993)
- Highway 61 (1991)
- Roadkill (1989)

### Regisseur
- Childstar (2004)
- Last Night (1998)